# Teater Sagohuset
Teater Sagohuset är en fri professionell teatergrupp i Lund. 
Teatern verkar för en berättande, genreöverskridande och lekfull scenkonst för barn och unga. Teater Sagohuset grundades 1987 och verkar och turnerar sedan dess kommunalt, regionalt, nationellt och internationellt. Verksamheten består främst av turnerande scenkonstföreställningar för barn och unga.
Teater Sagohuset fokuserar konstnärligt på att fläta samman tal, dans och musik till en helhetsupplevelse. Teatern strävar efter att ge publiken scenkonstupplevelser som ifrågasätter och utmanar invanda tankemönster och givna värderingar.
Teater Sagohuset tror på konstens kraft och vill med den bidra till att skapa en öppen och hållbar värld. Föreställningarna är tillgängliga, anpassade, angelägna och relevanta för respektive målgrupp.